# Чемпионат Уругвая по футболу 1958
Примера А Уругвая по футболу 1958 года — очередной сезон лиги. Турнир проводился по двухкруговой системе в 18 туров. Все клубы из Монтевидео. Клуб, занявший последнее место, выбыл из лиги.

## Таблица
| №  | Клуб                 | И  | В  | Н | П  | Заб | Проп | Очки |
| 1  | Пеньяроль            | 18 | 10 | 4 | 4  | 33  | 16   | 24   |
| 2  | Насьональ            | 18 | 8  | 7 | 3  | 37  | 15   | 23   |
| 3  | Рампла Хуниорс       | 18 | 10 | 3 | 5  | 29  | 18   | 23   |
| 4  | Суд Америка          | 18 | 7  | 7 | 4  | 20  | 16   | 21   |
| 5  | Монтевидео Уондерерс | 18 | 5  | 8 | 5  | 26  | 28   | 18   |
| 6  | Ливерпуль            | 18 | 7  | 3 | 8  | 26  | 40   | 17   |
| 7  | Дефенсор             | 18 | 5  | 6 | 7  | 32  | 32   | 16   |
| 8  | Серро                | 18 | 3  | 8 | 7  | 20  | 26   | 14   |
| 9  | Данубио              | 18 | 2  | 9 | 7  | 24  | 35   | 13   |
| 10 | Феникс               | 18 | 3  | 5 | 10 | 24  | 45   | 11   |

## Матчи

### Тур 1
| Уондерерс — Серро 3:3          |
| Рампла Хуниорс — Пеньяроль 2:1 |
| Ливерпуль — Дефенсор 3:2       |
| Суд Америка — Феникс 1:1       |
| Насьональ — Данубио 2:2        |

### Тур 2
| Пеньяроль — Ливерпуль 3:1        |
| Насьональ — Дефенсор 2:2         |
| Феникс — Серро 1:1               |
| Данубио — Уондерерс 1:1          |
| Суд Америка — Рампла Хуниорс 1:0 |

### Тур 3
| Насьональ — Суд Америка 0:0  |
| Серро — Дефенсор 0:5         |
| Данубио — Рампла Хуниорс 0:2 |
| Пеньяроль — Феникс 4:0       |
| Уондерерс — Ливерпуль 0:1    |

### Тур 4
| Уондерерс — Пеньяроль 0:4     |
| Рампла Хуниорс — Дефенсор 0:2 |
| Насьональ — Серро 3:1         |
| Суд Америка — Данубио 0:2     |
| Ливерпуль — Феникс 1:0        |

### Тур 5
| Насьональ — Феникс 2:0      |
| Суд Америка — Пеньяроль 1:0 |
| Рампла Хуниорс — Серро 1:0  |
| Ливерпуль — Данубио 4:2     |
| Уондерерс — Дефенсор 1:0    |

### Тур 6
| Пеньяроль — Серро 1:0       |
| Насьональ — Уондерерс 2:0   |
| Дефенсор — Данубио 4:1      |
| Рампла Хуниорс — Феникс 4:1 |
| Ливерпуль — Суд Америка 0:0 |

### Тур 7
| Рампла Хуниорс — Насьональ 0:0 |
| Пеньяроль — Данубио 2:1        |
| Серро — Ливерпуль 5:0          |
| Феникс — Уондерерс 1:1         |
| Суд Америка — Дефенсор 2:2     |

### Тур 8
| Уондерерс — Суд Америка 3:0    |
| Пеньяроль — Насьональ 0:0      |
| Феникс — Дефенсор 3:1          |
| Данубио — Серро 1:1            |
| Рампла Хуниорс — Ливерпуль 5:1 |

### Тур 9
| Пеньяроль — Дефенсор 3:0       |
| Насьональ — Ливерпуль 4:1      |
| Данубио — Феникс 3:1           |
| Суд Америка — Серро 1:0        |
| Уондерерс — Рампла Хуниорс 1:0 |

### Тур 10
| Серро — Уондерерс 3:2          |
| Пеньяроль — Рампла Хуниорс 1:0 |
| Ливерпуль — Дефенсор 3:1       |
| Суд Америка — Феникс 2:2       |
| Насьональ — Данубио 5:1        |

### Тур 11
| Пеньяроль — Ливерпуль 2:2        |
| Насьональ — Дефенсор 4:1         |
| Серро — Феникс 3:1               |
| Данубио — Уондерерс 2:2          |
| Рампла Хуниорс — Суд Америка 3:2 |

### Тур 12
| Суд Америка — Насьональ 1:0  |
| Серро — Дефенсор 0:0         |
| Данубио — Рампла Хуниорс 1:1 |
| Пеньяроль — Феникс 3:1       |
| Уондерерс — Ливерпуль 2:1    |

### Тур 13
| Уондерерс — Пеньяроль 3:2     |
| Рампла Хуниорс — Дефенсор 1:0 |
| Насьональ — Серро 1:1         |
| Суд Америка — Данубио 0:0     |
| Ливерпуль — Феникс 4:3        |

### Тур 14
| Насьональ — Феникс 8:1      |
| Суд Америка — Пеньяроль 2:1 |
| Рампла Хуниорс — Серро 0:0  |
| Ливерпуль — Данубио 1:1     |
| Уондерерс — Дефенсор 2:2    |

### Тур 15
| Пеньяроль — Серро 0:0       |
| Насьональ — Уондерерс 0:0   |
| Дефенсор — Данубио 4:4      |
| Феникс — Рампла Хуниорс 3:1 |
| Суд Америка — Ливерпуль 4:0 |

### Тур 16
| Рампла Хуниорс — Насьональ 2:0 |
| Пеньяроль — Данубио 3:1        |
| Ливерпуль — Серро 3:1          |
| Феникс — Уондерерс 1:1         |
| Дефенсор — Суд Америка 1:0     |

### Тур 17
| Уондерерс — Суд Америка 0:0    |
| Пеньяроль — Насьональ 2:1      |
| Дефенсор — Феникс 4:2          |
| Данубио — Серро 0:0            |
| Рампла Хуниорс — Ливерпуль 2:0 |

### Тур 18
| Пеньяроль — Дефенсор 1:1       |
| Насьональ — Ливерпуль 3:0      |
| Феникс — Данубио 2:1           |
| Суд Америка — Серро 3:1        |
| Рампла Хуниорс — Уондерерс 5:4 |

## Рекорды турнира
- Самая крупная победа и самый результативный матч: Насьональ — Феникс 8:1 (14-й тур)
- Самый результативный матч: также «Рампла Хуниорс» 5:4 «Уондерерс» (18-й тур)